# Tim McGraw (canção)
"Tim McGraw" é uma canção e o single de estreia da cantora americana Taylor Swift. A canção foi escrita por Swift e Liz Rose, e produzida por Nathan Chapman. Foi lançado em 19 de junho de 2006 pela Big Machine Records como single principal de seu álbum homônimo de estreia. Swift escreveu "Tim McGraw" durante o primeiro ano do ensino médio, sabendo que ela e o namorado mais velho terminariam no final do ano quando ele partisse para a faculdade. A canção foi escrita sobre todas as diferentes coisas que lembrariam Swift e o tempo que eles passaram juntos. "Tim McGraw" é uma interconexão musical de música country tradicional e moderna. Liricamente, a faixa lista itens a fim de associar um relacionamento passado, sendo um deles a música do artista country Tim McGraw.
"Tim McGraw" teve um bom desempenho comercial. A faixa passou várias semanas na Billboard Hot 100, onde atingiu a quadragésima posição, e na Hot Country Songs, atingindo a sexta posição, nos Estados Unidos. O single foi certificado com platina pela Recording Industry Association of America (RIAA) e já vendeu mais de um milhão de cópias desde o seu lançamento. O vídeo musical de "Tim McGraw", dirigido por Trey Fanjoy, inclui flashbacks do interesse amoroso de Swift, entre cenas cortadas que apresentam Swift deitada em um leito de lago. "Tim McGraw" foi promovido por Swift em uma turnê de rádio e apresentações em vários locais. Ela também a apresentou como parte de sua primeira turnê de concertos, a Fearless Tour (2009–10).

## Antecedentes
Taylor Swift e Liz Rose escreveram "Tim McGraw" durante o primeiro ano do Swift no Hendersonville High School. Ela concebeu a ideia no meio da sua aula de matemática: "Eu estava ali sentada e comecei a cantarolar esta melodia." Ela então relacionou a melodia com uma situação difícil que ela estava passando no momento. Swift sabia que ela e seu namorado mais velho terminariam no final do ano quando ele partisse para a faculdade. A fim de lidar com as emoções complicadas que ela estava lidando, Swift escreveu a canção. Rose disse que Swift apareceu no trabalho depois da escola, escrevendo músicas para a Sony e ATV Music, "com a ideia e a melodia, sabendo exatamente o que ela queria". Ela desejava que a canção captasse a doçura e a tristeza de amar e perder alguém. Foi escrito sobre todas as diferentes coisas que lembrariam Swift e seu tempo passado juntos. "Para surpresa dela, a primeira coisa que lhe veio à cabeça foi o amor pela música de Tim McGraw." Vários detalhes pessoais foram listados para a canção. A menção de McGraw foi uma referência à música favorita de Swift, "Can't Tell Me Nothin" de seu álbum Live Like You Were Dying, de 2004, em vez de McGraw como pessoa. O processo de escrita, como em "Our Song", ocorreu em aproximadamente vinte minutos, e foi apresentada com o uso de um piano.
Logo depois, Scott Borchetta, CEO da Big Machine Records, assinou com Swift para sua gravadora recém-formada. No início da produção do álbum, numa reunião onde Borchetta e Swift discutiram canções potenciais para o álbum de estreia de Swift, ela apresentou  "Tim McGraw" para Borchetta em um ukulele. De acordo com Swift, assim que Borchetta terminou de ouvir a canção, ele disse à Swift: "Esse é seu primeiro single". Ela respondeu: "Bem. É assim que isso funciona então." Antes desse evento, Swift não acreditava que a canção fosse material único. No entanto, ela seguiu o que os executivos da gravadora lhe disseram e aceitou que eles estavam corretos. Swift colocou "Tim McGraw" como a primeira faixa no seu álbum homônimo devido à sua importância para ela. A canção acabou sendo lançada como CD single em 19 de junho de 2006. Em retrospectiva, Swift disse que a canção "é uma reminiscência, e está pensando em um relacionamento que você teve e depois perdeu. Acho que uma das emoções humanas mais poderosas é o que deveria ter sido e não foi... Essa foi uma canção muito boa para começar, porque muitas pessoas podem se relacionar em querer algo que você não pode ter". Quando o garoto referente a canção descobriu, ele achou "legal" e manteve amizade com Swift, apesar da separação.

## Composição
"Tim McGraw" é uma canção country com uma duração de três minutos e 52 segundos. A canção mistura características da música country tradicional e moderna, principalmente através do uso de um violão de doze cordas. É definida em tempo comum e tem um ritmo moderado de 72 batidas por minuto. Assim, é categorizada como uma ballad de natureza de ritmo médio. Sendo escrita em um tom do dó maior e os vocais do Swift abrangem uma oitava, de F3 para G4. Os vocais de Swift são proeminentes em twang. "Tim McGraw" segue a progressão dos acordes: C5–Am–F–Gsus–G.
A letra de "Tim McGraw" diz respeito a um romance de verão que parou de repente. A canção lembra carinhosamente um ex-namorado e dirige a letra para ele, em vez do próprio cantor country Tim McGraw. Ela usa a canção de McGraw como um marcador na linha do tempo de seu relacionamento: "Quando você pensa em Tim McGraw / espero que você ache minha canção favorita". Sean Dooley do About.com declarou: "A música tem o poder de evocar memórias, e é uma velha canção de Tim McGraw que desencadeia as suas memórias felizes". A referência de McGraw é um dos vários itens utilizados para associação do relacionamento fracassado, juntamente com outros itens e lugares, como um pequeno vestido preto.

## Recepção crítica

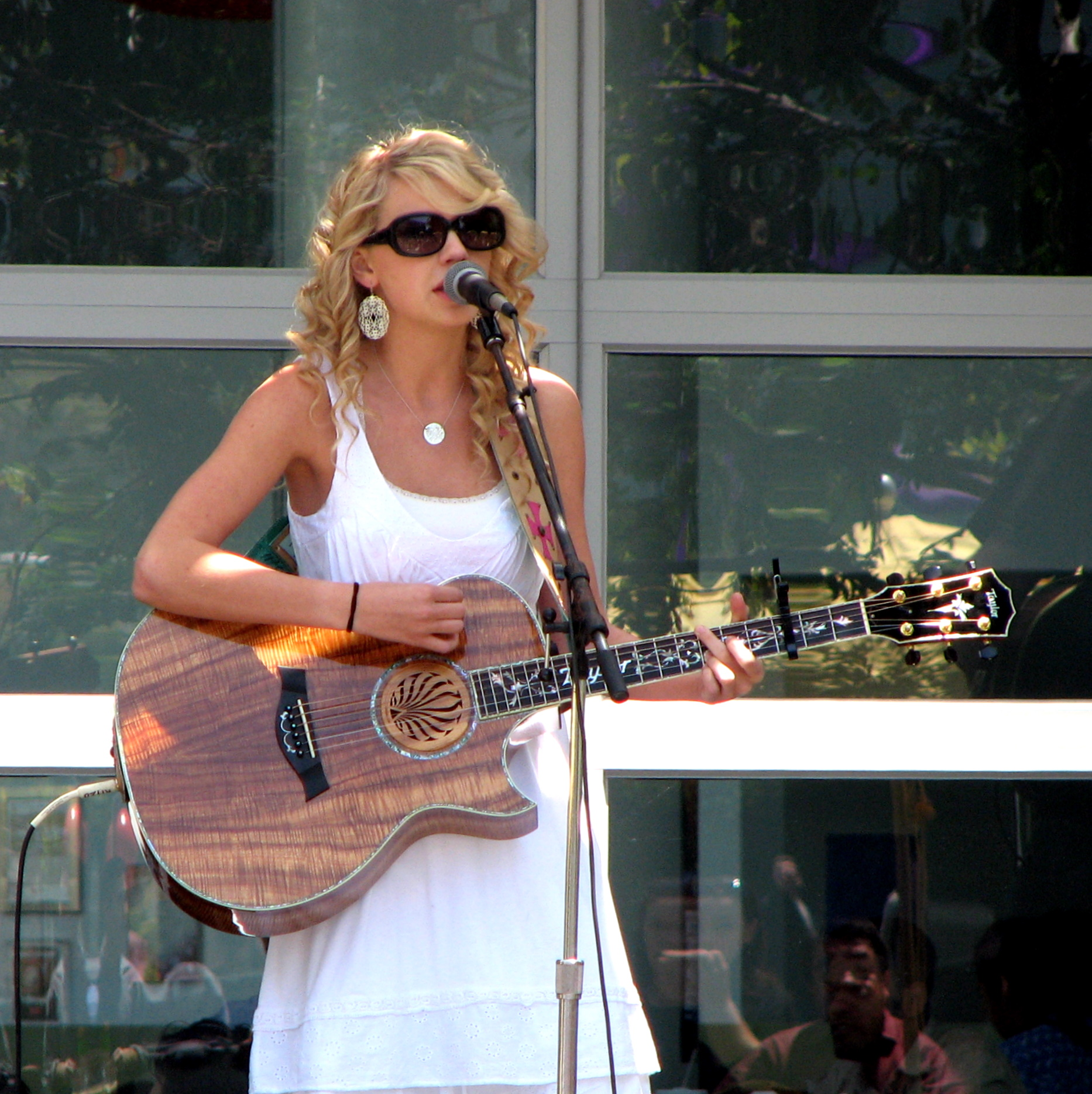
Swift apresentando "Tim McGraw" com um violão na sede do Yahoo! em 2007.

A canção foi bem recebida pelos críticos. Rob Sheffield, da revista Blender, descreveu a faixa como uma jóia que bateu forte. Sean Dooley, do About.com, elogiou a apresentação vocal de Swift, descrevendo-a como "sensível e emotiva". Jonathan Keefe da Slant Magazine acredita que "Tim McGraw" seguiu "convenções narrativas testadas pelo tempo e enormes ganchos pop". Jeff Tamarkin do AllMusic disse que a canção demonstrou que Swift era "uma talenta a ser considerada", por causa de sua entrega vocal que, segundo ele, igualava a de um profissional experiente. Ele selecionou "Tim McGraw" como o principal destaque de Taylor Swift por sua homenagem a Tim McGraw, comentando: "É um artifício que já foi usado inúmeras vezes de tantas maneiras, mas funciona aqui e consegue sair como uma ideia original". Rick Bell, do Country Standard Time, declarou: "É uma estreia impressionante que, enquanto ela se interessa pelo amor perdido e Tim McGraw, provavelmente terá outros cantando louvores a Taylor Swift". Roger Holland da PopMatters elogiou a canção, comentando que era "boa o suficiente para lembrar alguns dos melhores singles country dos últimos anos", como "Me and Emily", de Rachel Proctor e "Break Down Here", de Julie Roberts. Ele elogiou as habilidades vocais de Swift na canção, dizendo que ela foi executada "perfeitamente", algo que ela não conseguiu carregar durante todo o seu álbum de estreia. No entanto, Holland repugnou o título da canção. Em 2007, "Tim McGraw" foi listado como "Winning Song" pela Broadcast Music Incorporated (BMI).

## Desempenho nas paradas musicais

### Posições
| Tabela musical (2006-07)                 | Melhor posição |
| ---------------------------------------- | -------------- |
| Estados Unidos – Billboard Hot 100       | 40             |
| Estados Unidos – Billboard Country Songs | 6              |
| Estados Unidos – Billboard Radio Songs   | 46             |
| Estados Unidos – Billboard Digital Songs | 33             |

| Semana  | Semana  | Semana  | Semana  | Semana  | Semana  | Semana  | Semana  | Semana  | Semana  | Semana  | Semana  | Semana  | Semana  | Semana  | Semana  | Semana  | Semana  | Semana  | Semana  | OUT |
| 1       | 2       | 3       | 4       | 5       | 6       | 7       | 8       | 9       | 10      | 12      | 13      | 14      | 15      | 16      | 17      | 18      | 19      | 20      | 21      | OUT |
| Posição | Posição | Posição | Posição | Posição | Posição | Posição | Posição | Posição | Posição | Posição | Posição | Posição | Posição | Posição | Posição | Posição | Posição | Posição | Posição | OUT |
| ------- | ------- | ------- | ------- | ------- | ------- | ------- | ------- | ------- | ------- | ------- | ------- | ------- | ------- | ------- | ------- | ------- | ------- | ------- | ------- | --- |
| 86      | 87      | 77      | 72      | 68      | 65      | 61      | 51      | 51      | 47      | 48      | 45      | 44      | 46      | 45      | 48      | 40      | 43      | 40      | 43      | OUT |

### Certificações
| País           | Certificação | Provedor | Vendas     |
| -------------- | ------------ | -------- | ---------- |
| Estados Unidos | Platina      | RIAA     | 1,419,000+ |